# NGC 762
NGC 762 este o galaxie spirală situată în constelația Balena. A fost descoperită în 22 noiembrie 1785 de către William Herschel. Se află la o distanță de 65,39 de megaparseci de Pământ.